# Cumbre del G-20 de Cannes
La Cumbre del G-20 de Cannes es la sexta cumbre de los jefes de Gobierno del G-20, en una serie de discusiones en curso sobre los mercados financieros y la economía mundial teniendo lugar en Cannes, Francia, del 3 al 4 de noviembre de 2011.
El G-20 es el principal foro de discusión, planificación y seguimiento de la cooperación económica internacional.

## Grupo de los 20
El Grupo de los 20, o G-20, es un foro de 19 países, más la Unión Europea, donde se reúnen regularmente, desde 1999, jefes de Estado (o Gobierno), gobernadores de bancos centrales y ministros de finanzas. Está constituido por siete de los países más industrializados (G-7), más Rusia (G-8), más once países recientemente industrializados de todas las regiones del mundo, y la Unión Europea como bloque económico. 
Es un foro de cooperación y consultas entre los países en temas relacionados con el sistema financiero internacional. Estudia, revisa y promueve discusiones sobre temas relacionados con los países industrializados y las economías emergentes, con el objetivo de mantener la estabilidad financiera internacional, y de encargarse de temas que estén más allá del ámbito de acción de otras organizaciones de menor jerarquía.
Desde 2009 el G-20 ha desplazado al G-8 y al G-14 como foro de discusión de la economía mundial.

¿Qué es el G20?
¿Por qué existe el G20?
El G20 fue creado en diciembre de 1999 como respuesta a las crisis financieras que afectaron a los países emergentes al final de la década de los noventa. Se trataba, en un principio, de que se reuniesen una vez al año los ministros de Finanzas y los gobernadores de los bancos centrales de los países industrializados y de los países emergentes para facilitar la concertación internacional en materia económica. 
¿Quién es miembro del G20?
El G20 representa el 85% de la economía mundial y 2/3 de la población mundial. 
Se compone de Alemania, Arabia Saudí, Argentina, Australia, Brasil, Canadá, China, Corea del Sur, Estados Unidos, Francia, India, Indonesia, Italia, Japón, México, Reino Unido, Rusia, Sudáfrica, Turquía y la Unión Europea. 
Los miembros del G20 pueden decidir cada año invitar a un número limitado de otros países y organizaciones regionales a sus cumbres. 
¿Cómo funciona el G20?
El G20 tiene un sistema de presidencia por turnos anuales, poco formalizado. Cada año, un país miembro del G20 se encarga de organizar y hacer progresar durante todo el año las negociaciones preparatorias de las cumbres de jefes de Estado y de gobierno. Francia tiene el honor de asumir esta grave responsabilidad en 2011. 
Habida cuenta del predominio de los temas económicos, el sector de Finanzas desempeña un papel esencial en el avance de las negociaciones del G20. Se celebran todos los años varias reuniones de los ministros de finanzas y los gobernadores de los bancos centrales para preparar las decisiones de los jefes de Estado y de gobierno.
¿Qué resultados?
La actuación concertada del G20 ha permitido amortiguar el golpe de la crisis sobre el crecimiento y el empleo y restablecer la confianza antes de lo que preveían los analistas. 
Los países del G20 han desplegado, efectivamente, medios inéditos para sostener la economía mundial: planes de relanzamiento presupuestario masivos y coordinados, inyecciones de liquidez por los bancos centrales, medidas de apoyo a las actividades crediticias de los bancos, reforzamiento considerable de las capacidades de ayuda de las organizaciones internacionales a los países emergentes o en desarrollo. 

Pero el G20 también se ha enfrentado a las raíces de la crisis, cuyo origen es doble: acumulación de desequilibrios macroeconómicos mundiales y fallos en la regulación financiera.
Cumbre del G-20 de Cannes

## Agenda

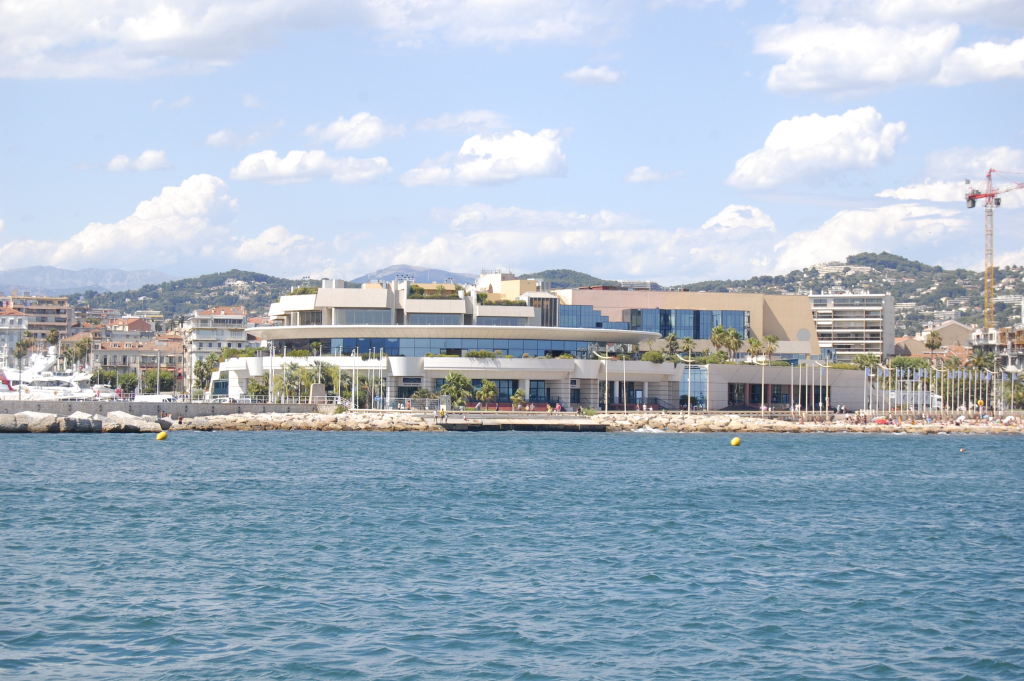
Palacio de Festivales y Congresos, sede de la cumbre del G-20 de Cannes.

El anfitrión, Nicolas Sarkozy, considera sus planes y expectativas para la próxima cumbre de ser ambiciosos, pero realistas. Se anticipa que la reforma del sistema monetario internacional implicará trabajar estrechamente con el Director Gerente del FMI.
En 2011, los líderes de la cumbre esperan hacer frente a muchas cuestiones políticas de las cuales quedaron sin resolver al final de las cumbres anteriores en Toronto y Seúl.
La agenda ha evolucionado con el tiempo:
| - Metas proyectadas de las cumbres de 2010: Asegurar la recuperación económica mundial Base para el crecimiento mundial sólido, sostenible y equilibrado El fortalecimiento del sistema regulatorio financiero internacional Modernización de las instituciones financieras internacionales Redes mundial de seguridad financiera Cuestiones relativas al desarrollo | - 2011: Prioridades de la presidencia francesa: Coordinación de políticas económicas y la reducción de los desequilibrios macroeconómicos globales Fortalecimiento de la regulación financiera Reforma del Sistema Monetario Internacional La lucha contra la volatilidad de los precios Mejorar la gobernanza mundial Trabajo en favor del desarrollo |

## Asistentes
Los participantes en la cumbre de Cannes incluyen a los miembros de las principales economías del G-20, que abarca 19 países y la Unión Europea, que está representada por sus dos órganos de gobierno, el Consejo Europeo y la Comisión Europea. Representantes de otras naciones y organizaciones regionales se espera que tomen parte en la cumbre.
| Miembros del G-20 País anfitrión y líder están indicados en negrita. | Miembros del G-20 País anfitrión y líder están indicados en negrita. | Miembros del G-20 País anfitrión y líder están indicados en negrita. | Miembros del G-20 País anfitrión y líder están indicados en negrita. |
| Miembro                                                              | Miembro                                                              | Representado por                                                     | Título                                                               |
| -------------------------------------------------------------------- | -------------------------------------------------------------------- | -------------------------------------------------------------------- | -------------------------------------------------------------------- |
| Bandera de Alemania                                                  | Alemania                                                             | Angela Merkel                                                        | Canciller                                                            |
| Bandera de Arabia Saudita                                            | Arabia Saudita                                                       | Abdalá bin Abdelaziz                                                 | Rey                                                                  |
| Bandera de Argentina                                                 | Argentina                                                            | Cristina Fernández de Kirchner                                       | Presidente                                                           |
| Bandera de Australia                                                 | Australia                                                            | Julia Gillard                                                        | Primera ministra                                                     |
| Bandera de Brasil                                                    | Brasil                                                               | Dilma Rousseff                                                       | Presidenta                                                           |
| Bandera de Canadá                                                    | Canadá                                                               | Stephen Harper                                                       | Primer ministro                                                      |
| Bandera de la República Popular China                                | China                                                                | Hu Jintao                                                            | Presidente                                                           |
| Bandera de Unión Europea                                             | Comisión Europea                                                     | José Manuel Barroso                                                  | Presidente                                                           |
| Bandera de Unión Europea                                             | Consejo Europeo                                                      | Herman Van Rompuy                                                    | Presidente                                                           |
| Bandera de Corea del Sur                                             | Corea del Sur                                                        | Lee Myung-bak                                                        | Presidente                                                           |
| Bandera de Estados Unidos                                            | Estados Unidos                                                       | Barack Obama                                                         | Presidente                                                           |
| Bandera de Francia                                                   | Francia                                                              | Nicolas Sarkozy                                                      | Presidente                                                           |
| Bandera de la India                                                  | India                                                                | Manmohan Singh                                                       | Primer ministro                                                      |
| Bandera de Indonesia                                                 | Indonesia                                                            | Susilo Bambang Yudhoyono                                             | Presidente                                                           |
| Bandera de Italia                                                    | Italia                                                               | Silvio Berlusconi                                                    | Primer ministro                                                      |
| Bandera de Japón                                                     | Japón                                                                | Yoshihiko Noda                                                       | Primer ministro                                                      |
| Bandera de México                                                    | México                                                               | Felipe Calderón                                                      | Presidente                                                           |
| Bandera del Reino Unido                                              | Reino Unido                                                          | David Cameron                                                        | Primer ministro                                                      |
| Bandera de Rusia                                                     | Rusia                                                                | Dmitri Medvédev                                                      | Presidente                                                           |
| Bandera de Sudáfrica                                                 | Sudáfrica                                                            | Jacob Zuma                                                           | Presidente                                                           |
| Bandera de Turquía                                                   | Turquía                                                              | Recep Tayyip Erdoğan                                                 | Primer ministro                                                      |

| Países Invitados                  |                        |                               |                 |
| Estado                            | Estado                 | Representado por              | Título          |
| Bandera de Emiratos Árabes Unidos | Emiratos Árabes Unidos | Jalifa bin Zayed Al Nahayan   | Presidente      |
| Bandera de España                 | España                 | José Luis Rodríguez Zapatero  | Presidente      |
| Bandera de Etiopía                | Etiopía                | Meles Zenawi                  | Primer ministro |
| Bandera de Guinea Ecuatorial      | Guinea Ecuatorial      | Teodoro Obiang Nguema Mbasogo | Presidente      |
| Bandera de Singapur               | Singapur               | Lee Hsien Loong               | Primer ministro |

| Organizaciones Internacionales |                                        |                               |                    |
| Organización                   | Organización                           | Representado por              | Título             |
|                                | Banco Central Europeo                  | Mario Draghi                  | Presidente         |
|                                | CCEAG                                  | Jalifa bin Zayed Al Nahyan    |                    |
|                                | Comité de Basilea                      | Nout Wellink                  | Chairman           |
|                                | Fondo Monetario Internacional          | Christine Lagarde             | Managing Director  |
|                                | Foro de Estabilidad Financiera         | Mario Draghi                  | Chairman           |
|                                | Global Governance Group (3-G)          | Sellapan Ramanathan           |                    |
| Bandera de las Naciones Unidas | Naciones Unidas                        | Ban Ki-moon                   | Secretario General |
|                                | NEPAD                                  | Armando Guebuza               |                    |
|                                | OCDE                                   | José Ángel Gurría             | Secretary-General  |
|                                | Organización Internacional del Trabajo | Juan Somavía                  | Director-General   |
|                                | Organización Mundial del Comercio      | Pascal Lamy                   | Director-General   |
|                                | Unión Africana                         | Teodoro Obiang Nguema Mbasogo | Presidente         |
|                                | World Bank Group                       | Robert Zoellick               | Presidente         |

## Programa de la Cumbre del G-20 de Cannes
Miércoles 2 de noviembre de 2011 - Palacio del Elíseo y Cannes
8:30 Reunión entre el Presidente de la República Francesa y "Business 20" -- B20 representantes
 
(Palacio del Elíseo)
10:30 Reunión de trabajo entre el Presidente de la República Francesa y organizaciones no gubernamentales
  
(Palacio del Elíseo)
13:00 Almuerzo de trabajo entre el Presidente de la República Francesa y "Labour 20" - L20 representantes

(Palacio del Elíseo)
19:00 Reunión bilateral entre el Presidente de la República Francesa y el Sr. Hu Jinato, Presidente de la República Popular de China, seguida de una cena de trabajo

(Cannes Palacio de Festivales y Congresos)
Jueves 3 de noviembre de 2011 - Cannes
10:00 Reunión bilateral entre el Presidente de la República Francesa y el Sr. Barack H. Obama, Presidente de los Estados Unidos de América
  
(Palacio de los Festivales)
11:20 Reunión bilateral entre el Presidente de la República Francesa y el Sr. Bill Gates, copresidente de la "Fundación Bill y Melinda Gates", encargado por la Presidencia francesa del G-20 para informar sobre la financiación para el desarrollo
  
(Palacio de Festivales)
11:35 Reunión entre el presidente de la República Francesa y Manmohan Singh, primer ministro de la República de la India
 
(Palacio de Festivales)
12:30 Bienvenida oficial a los jefes de delegación por el presidente de la República Francesa
  
(Palacio de Festivales)
13:00 Almuerzo de trabajo
  
Tema: Situación económica mundial Plan de Acción para el Crecimiento y el Empleo
 
(Palacio de Festivales)
14:30 Sesión de trabajo
  
Tema: Plan de Acción para el Crecimiento y el Empleo (continuación)
  
Reforma del Sistema Monetario Internacional (IMS)
  
(Palacio de Festivales)
16:00 Fotografía familiar de los Jefes de Delegación
 
(Palacio de Festivales)
16:30 Sesión de trabajo
 
Temas: Desarrollo
 
Comercio
 
(Palacio de Festivales)
18:15 Conferencia de prensa por el Presidente de la República Francesa
 
(Centro Internacional de Prensa - Auditorio Louis Lumière)
19:30 Cena de Trabajo
 
Tema: Gobernanza mundial
 
(Palacio de Festivales)
Viernes 4 de noviembre de 2011 - Cannes
9:00 Firma por el G-20 de la Convención sobre la lucha contra la evasión de impuestos
 
(Palacio de Festivales)
9:15 Sesión de trabajo
 
Tema: La regulación financiera
 
(Palacio de Festivales)
10:30 Sesión de trabajo
 
Temas: Agricultura

Energía
 
Climático
 
(Palacio de Festivales) 
11:45 Sesión de trabajo
 
Temas: Lucha contra la Corrupción
  
Dimensión social de la globalización
 
(Palacio de Festivales) 
13:00 Almuerzo de trabajo
  
Temas: Aprobación de la declaración
 
Prioridades de la Presidencia de México para el año 2012
  
(Palacio de Festivales)
14:15 Conferencia de prensa por el Presidente de la República Francesa
  
(Centro Internacional de Prensa - Auditorio Louis Lumière)